# Uljanovszki járás

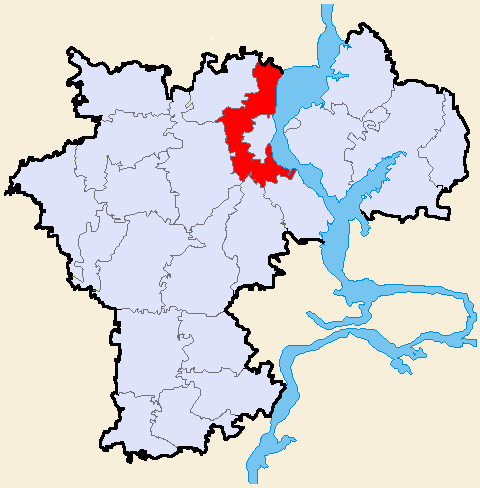
Az Uljanovszki járás az Uljanovszki területen

Az Uljanovszki járás (oroszul Ульяновский район) Oroszország egyik járása az Uljanovszki területen. Székhelye Isejevka.

## Népesség
- 2002-ben lakosságának 70%-a orosz, 13%-a csuvas, 11%-a tatár, 2%-a mordvin.
- 2010-ben 36 669 lakosa volt, melynek 61%-a orosz, 17,4%-a tatár, 16,9%-a csuvas, 2,4%-a mordvin.